# Aram Tafreshian
Aram Tafreshian (* 1990 in Filderstadt) ist ein deutsch-iranischer Schauspieler und Sprecher.

## Leben und Karriere
Aram Tafreshian machte als Schlagzeuger erste Bühnenerfahrungen und studierte dann von 2009 bis 2013 Schauspiel an der Hochschule für Schauspielkunst Ernst Busch in Berlin und war Stipendiat der Studienstiftung des deutschen Volkes.
Bereits während des Studiums stand er regelmäßig auf der Bühne, am bat-Studiotheater, u. a. unter der Regie von Simon Kubisch, Lilja Rupprecht und Juliane Kann, in der Box des Deutschen Theaters (Regie: Daniela Löffner) und am Staatstheater Mainz, u. a. bei Christoph Mehler, Johannes Schmit und Hakan Savaş Mican.
Mit der neuen Intendanz unter Shermin Langhoff und Jens Hillje wurde er 2013 festes Ensemblemitglied am Maxim-Gorki-Theater in Berlin, wo er regelmäßig mit Regisseuren Christian Weise, Sebastian Baumgarten, Ersan Mondtag, Sebastian Nübling, András Dömötör, Oliver Frljic u. a. arbeitete. Seit 2020 arbeitet er freischaffend, u. a. am Maxim-Gorki-Theater und am Schauspiel Köln.
2023 inszenierte er am Staatstheater Cottbus das Recherchestück Das Kraftwerk von Calle Fuhr in Zusammenarbeit mit Correctiv. Die Inszenierung wurde mit einer Einladung zum Festival „Radikal jung“ 2024 am Münchner Volkstheater ausgezeichnet.
Seit 2014 steht Tafreshian auch für Film und Fernsehen vor der Kamera und ist darüber hinaus als Synchron- und Hörspielsprecher zu hören, unter anderem leiht er Morten Hee Andersen seine Stimme in Die Wege des Herrn und ist u. a. in den Serien Weissensee und Dogs of Berlin und dem dystopischen Fernsehfilm Exit (2020) von Sebastian Marka und Erol Yesilkaya zu sehen.
Seinen Hauptwohnsitz hat er in Berlin.

## Rollen (Auswahl)

### Filmografie
- 2014: Tel-Aviv-Krimi: Tod in Berlin (Fernsehfilm, ARD)
- 2015: Die Hannas (Kinofilm)
- 2017: Weissensee – Staffel 4 (Fernsehserie, ARD)
- 2018: Dogs of Berlin (Fernsehserie, Netflix)
- 2020: Exit (Fernsehfilm, ARD)
- 2021: Spit (Kurzfilm)
- 2021: Ein Mädchen wird vermisst
- 2022: SOKO Hamburg (Fernsehserie, Folge Tod eines Teppichhändlers)
- 2022–2023: Wendehammer (Fernsehserie)
- 2024: Doppelhaushälfte (Fernsehserie)
- 2025 Krank Berlin (Fernsehserie)

### Theater
- 2011: Das Ding (Löhle) (Regie: Daniela Löffner, Deutsches Theater, Berlin)
- 2011: Woyzeck (Büchner) (Regie: Janet Stornowski, bat-Studiotheater Berlin)
- 2012: Katzelmacher (Fassbinder) (Regie: Hakan Savas Mican, Staatstheater Mainz)
- 2012: Vor Sonnenaufgang (Hauptmann) (Regie: Christoph Mehler, Staatstheater Mainz)
- 2012: Liliom (Molnár) (Regie: Jan P. Gloger, Staatstheater Mainz)
- 2012: Clavigo (Goethe) (Regie: Lilja Rupprecht, bat-Studiotheater Berlin)
- 2012: Der Bürger (Frank) (Regie: Simon Kubisch, bat-Studiotheater Berlin)
- 2013: Der Kirschgarten (Regie: Nurkan Erpulat, Maxim Gorki Theater Berlin)
- 2013: Der kleine Muck (Regie: Christian Weise, Maxim Gorki Theater Berlin)
- 2013: Die Gerechten (Camus) (Regie: Dominique Schnizer, Staatstheater Mainz)
- 2013: Machthaber (Röggla) (Regie: Johannes Schmit, Staatstheater Mainz)
- 2014: Der Untergang der Nibelungen (nach Hebbel) (Regie: Sebastian Nübling, Maxim Gorki Theater Berlin)
- 2014: Angst essen Seele auf (Fassbinder) (Regie: Hakan Savas Mican, Maxim Gorki Theater Berlin)
- 2015: Je suis Jeanne D'Arc (nach Schiller) (Regie: Mikaël Serre, Maxim Gorki Theater Berlin)
- 2015: Mania (nach Bakchen von Euripides) (Regie: Milos Lolic, Maxim Gorki Theater Berlin)
- 2015: Zement (Müller) (Regie: Sebastian Baumgarten, Maxim Gorki Theater Berlin)
- 2016: Mephistoland (Dömötör / Laboda / Benedek) (Regie: András Dömötör, Maxim Gorki Theater Berlin)
- 2016: Othello (nach Shakespeare) (Regie: Christian Weise, Maxim Gorki Theater Berlin)
- 2016: Ödipus und Antigone (nach Sophokles) (Regie: Ersan Mondtag, Maxim Gorki Theater Berlin)
- 2017: Nach uns das All (Berg) (Regie: Sebastian Nübling, Maxim Gorki Theater Berlin)
- 2017: Get deutsch or die tryin' (Regie: Sebastian Nübling, Maxim Gorki Theater Berlin)
- 2018: Die Letzten (Gorki) (Regie: Andras Dömötör, Maxim Gorki Theater Berlin)
- 2018: Elzaveta Bam (Charms) (Regie: Christian Weise, Maxim Gorki Theater Berlin)
- 2018: Alles Schwindel (Spolansky) (Regie: Christian Weise, Maxim Gorki Theater Berlin)
- 2019: Ein Bericht für eine Akademie (Regie: Oliver Frljic, Maxim Gorki Theater Berlin)
- 2019: Salome (Regie: Ersan Mondtag, Maxim Gorki Theater Berlin)
- 2019: Die Gerechten (Regie: Sebastian Baumgarten, Maxim Gorki Theater Berlin)
- 2019: Das Leben des Vernon Subutex (Regie: Moritz Sostmann, Schauspiel Köln)
- 2019: Hass-Triptychon (Berg) (Regie: Ersan Mondtag, Maxim Gorki Theater Berlin)
- 2020: Hamlet (Shakespeare) (Regie Christian Weise, Maxim Gorki Theater Berlin)
- 2020: Schwarzer Block (Rittberger) (Regie: Sebastian Nübling, Maxim Gorki Theater Berlin)

### Sprecher
- 2015: Rolle Rückwärts. Die Arbeit „am“ Schauspieler (Hörspiel, Deutschlandradio Kultur)
- 2015: Syria.FM (Feature, Deutschlandradio Kultur)
- 2017: Santa Monica (Hörspiel, NDR)
- 2017: Abu Jürgen (Feature, SWR)
- 2019: Galaxis der Liebe (Hörspiel, SRF)
- 2020: Die weite, weite Sofalandschaft (Hörspiel, Deutschlandfunk Kultur)
- 2025: Die Kobra von Kreuzberg (Hörspiel, Deutschlandfunk)[7]

## Regie
- 2023: Das Kraftwerk (Calle Fuhr in Kooperation mit Correctiv), Staatstheater Cottbus